# Nationale industriminder
Begrebet nationalt industriminde opstod 2006-07 da Kulturarvstyrelsen udpegede 25 industriminder som national kulturarv. I Danmark har industrialiseringen været afgørende for de sidste 150 års historie og for det samfund vi har i dag. Derfor gennemførte Kulturarvsstyrelsen udpegningen. Tilsammen fortæller de om afgørende træk i industriens udvikling og Danmarks forandring til industrisamfund mellem 1840 og 1970.
En del af grundlaget for udpegningen var 161 industriminder af regional betydning, som museer og kulturmiljøråd havde beskrevet i rapporter om de vigtigste industriminder inden for deres respektive områder, hvilket var de daværende amter. Rapporterne blev i sin tid samlet på Kulturarvsstyrelsens hjemmeside.
Udpegningen af industriminderne har ikke nogen juridiske konsekvenser for virksomhederne. Målet er at understrege virksomhedernes betydning for den danske kulturarv og er en opfordring til, at der ved den fremtidige udvikling i videst muligt omfang tages hensyn hertil. 

## Liste
| Navn                         | Lokation      | År        | Beskrivelse | Billede | Refs                                               |
| ---------------------------- | ------------- | --------- | --- | ------- | -------------------------------------------------- |
| Holmen                       | København     | 1790'erne | Tidligere flådeværft |         | Ref                                                |
| Mølleåen                     | Nordsjælland  | ca. 1140  | Å nord for København med mange tidlige industrier, inklusive Brede Værk og Raadvad                                                                  |         | Ref                                                |
| Frederiksværk                | Nordsjælland  | 1750      | Industriby grundlagt af Johan Frederik Classen i 1750                                                                                               |         | Ref Arkiveret 5. december 2009 hos Wayback Machine |
| Carlsberg Byen               | København     | 1840'erne | Carlsbergs oprindelige bryggeri grundlagt af J. C. Jacobsen                                                                                         |         | Ref                                                |
| Tasso/Albani                 | Odense        | 1850'erne | Tidligere sted for jernværk grundlagt i 1856 (Tasso) og bryggeri i 1859 (Albani), der rummer en kombination af industribygninger og arbejderboliger |         | Ref                                                |
| Rud. Rasmussens Snedkeri     | København     | 1876      | Stadig fungerende møbelproducent, der blev grundlagt ca. 1876 af Rudolf Rasmussen på Nørrebro i København                                           |         | Ref                                                |
| Holeby Sukkerfabrik          | Lolland       | 1874      | Tidligere sukkerfabrik i Holeby der fungerede fra 1874 til 1959                                                                                     |         | Ref                                                |
| Andelsmejeriet i Hjedding    | Sønderjylland | 1882      | Danmarks første andelsmejeri, grundlagt i Hjedding nær Varde i 1882                                                                                 |         | Ref                                                |
| Bornholms Råstofindustri     | Bornholm      |           | Bornholms granit-, sandsten-, kul- og kaolinit-brud der ikke findes andre steder i Danmark                                                          |         | Ref                                                |
| Grøns Pakhus                 | København     | 1863      | Danmarks første varehus, der blev etableret på Holmens Kanal af M. E. Grøn i 1863                                                                   |         | Ref                                                |
| Københavns Vandværk          | København     | 1859      | Danmarks første moderne vandværk, der åbnede 1859                                                                                                   |         | Ref                                                |
| Esbjerg Dokhavn og fyrsystem | Esbjerg       |           | |         | Ref Arkiveret 5. december 2009 hos Wayback Machine |
| København-Korsør-banen       | Sjælland      | 1847      | Danmarks første jernbane åbnede i to stadier i 1847 (København-Roskilde) og1856 (Roskilde-Korsør)                                                   |         | Ref Arkiveret 4. marts 2016 hos Wayback Machine    |
| Kødbyen                      | København     | 1879      | Københavns kødgrossist-område, der åbnede i 1879 (Den Brune Kødby) og senere udvidet adskillige gange, inklusive i 1932 (Den Hvide Kødby)           |         | Ref                                                |
| Cathrinesminde Teglværk      | Sønderjylland |           | Teglværk med ringovn fra 1892 |         | Ref                                                |
| Aalborg Portland             | Aalborg       |           | Cementfabrik etableret i 1889 |         | Ref                                                |
| De Danske Spritfabrikker     | Aalborg       | 1931      | Industrikompleks opført i 1931 efter tegninger af Alfred Cock-Clausen                                                                               |         | Ref Arkiveret 5. december 2009 hos Wayback Machine |
| H.C. Ørstedværket            | København     | 1920      | Danmarks første kraftværk, der brugte vekselstrøm                                                                                                   |         | Ref                                                |
| De Fem Søstre                | Aarhus        | 1927      | Siloer i Aarhus Havn |         | Ref                                                |
| Danfoss                      | Sønderjylland | 1931      | Fabrik grundlagt i 1931 af Mads Clausen |         | Ref                                                |
| Håndværkerbyen i Valby       | København     | 1931      | Udviklingsområde til små virksomheder etableret efter anden verdenskrig i Valby                                                                     |         | Ref                                                |
| Lindøværftet og Munkebo      | Odense        | 1959      | Skibsværft fra 1859 og tilhørende boligområde |         | Ref                                                |
| Novozymes                    | København     | 1935      | Novos første fabrik opført fra 1935–1969, tegnet af Arne Jacobsen                                                                                   |         | Ref                                                |
| Hernings tekstilindustri     | Midtjylland   |           | |         | Ref                                                |
| Coop Danmark i Albertslund   | København     | 1963      | FDBs hovedkvarter og lager i Albertslund |         | Ref                                                |